# Chavanne
Chavanne és un municipi francès situat al departament de l'Alt Saona i a la regió de Borgonya - Franc Comtat. L'any 2007 tenia 227 habitants.

## Demografia

### Població
El 2007 la població de fet de Chavanne era de 227 persones. Hi havia 84 famílies, de les quals 16 eren unipersonals (16 dones vivint soles i 16 dones vivint soles), 28 parelles sense fills, 36 parelles amb fills i 4 famílies monoparentals amb fills.
La població ha evolucionat segons el següent gràfic:
Habitants censats

### Habitatges
El 2007 hi havia 89 habitatges, 86 eren l'habitatge principal de la família, 2 eren segones residències i 1 estava desocupat. Tots els 89 habitatges eren cases. Dels 86 habitatges principals, 78 estaven ocupats pels seus propietaris, 4 estaven llogats i ocupats pels llogaters i 4 estaven cedits a títol gratuït; 1 tenia dues cambres, 7 en tenien tres, 22 en tenien quatre i 56 en tenien cinc o més. 68 habitatges disposaven pel capbaix d'una plaça de pàrquing. A 33 habitatges hi havia un automòbil i a 45 n'hi havia dos o més.

### Piràmide de població
La piràmide de població per edats i sexe el 2009 era:
| Homes | Edats   | Dones |
| ----- | ------- | ----- |
| 0     | 95 o +  | 0     |
| 0     | 90 a 94 | 0     |
| 0     | 85 a 89 | 0     |
| 4     | 80 a 84 | 4     |
| 4     | 75 a 79 | 4     |
| 8     | 70 a 74 | 8     |
| 8     | 65 a 69 | 0     |
| 0     | 60 a 64 | 8     |
| 4     | 55 a 59 | 0     |
| 8     | 50 a 54 | 8     |
| 20    | 45 a 49 | 12    |
| 8     | 40 a 44 | 16    |
| 12    | 35 a 39 | 8     |
| 8     | 30 a 34 | 8     |
| 4     | 25 a 29 | 4     |
| 4     | 20 a 24 | 0     |
| 12    | 15 a 19 | 0     |
| 24    | 10 a 14 | 4     |
| 4     | 5 a 9   | 4     |
| 0     | 0 a 4   | 4     |

## Economia
El 2007 la població en edat de treballar era de 143 persones, 111 eren actives i 32 eren inactives. De les 111 persones actives 98 estaven ocupades (58 homes i 40 dones) i 13 estaven aturades (6 homes i 7 dones). De les 32 persones inactives 8 estaven jubilades, 10 estaven estudiant i 14 estaven classificades com a «altres inactius».

### Ingressos
El 2009 a Chavanne hi havia 90 unitats fiscals que integraven 242 persones, la mediana anual d'ingressos fiscals per persona era de 17.928 €.

### Activitats econòmiques
Dels 5 establiments que hi havia el 2007, 3 eren d'empreses de construcció, 1 d'una empresa de comerç i reparació d'automòbils i 1 d'una empresa de serveis.
Els 2 serveis als particulars que hi havia el 2009 eren guixaires pintors.
L'únic establiment comercial que hi havia el 2009 era una botiga de menys de 120 m².

## Poblacions més properes
El següent diagrama mostra les poblacions més properes.